# 根特圣伯多禄修道院
圣伯多禄修道院(荷蘭語：Sint-Pietersabdij)是比利时根特的一座原本笃会修道院，现在是一个博物馆和展览中心。在2000年举办了一次大型展览查理五世年, 2001年10月主办了歐盟高峰會第88次会议。
圣伯多禄修道院创建于7世纪晚期，法兰克王国国王派遣传教士基督教化该地区的异教徒，建立了两个修道院。 在879年的冬天，修道院被诺曼人洗劫， 陷于贫困，直到10世纪，佛兰德斯伯爵和英格兰国王和平者埃德加捐赠财产和圣髑。到本世纪下半叶，成为佛兰德斯最富有的修道院，修道院学校的声誉远扬。984年，兰斯座堂学校校长格伯特葛培特（后来的教宗思維二世），使其作为博雅教育中心的名声，一直延续到11世纪。修道院拥有大片土地，在十二世纪和十三世纪也发挥了开拓性的作用，将森林、荒原和沼泽地变成了农田。在十五世纪，有一个大型的建造计划，创建了修道院图书馆，并美化修道院教堂。
圣伯多禄修道院的第一次衰落开始于根特起义（1539年）之后，到1560年代，低地国家陷入宗教危机，1566年发生圣像破坏运动，修道院教堂被毁，图书馆被洗劫一空，其他建筑严重受损。1578年，院长和修士被迫逃往杜埃。修道院的建筑物在公开拍卖中出售，部分拆除，材料用来建造城墙。修道院终于在1584年回到教会的手中，后来重建，有一个新的修道院教堂，开始于1629年，巴洛克风格。在18世纪，修道院再次繁荣起来，新建筑被建造，旧建筑被扩建，包括将旧宿舍改造成一个藏有一万多册书籍的图书馆。。

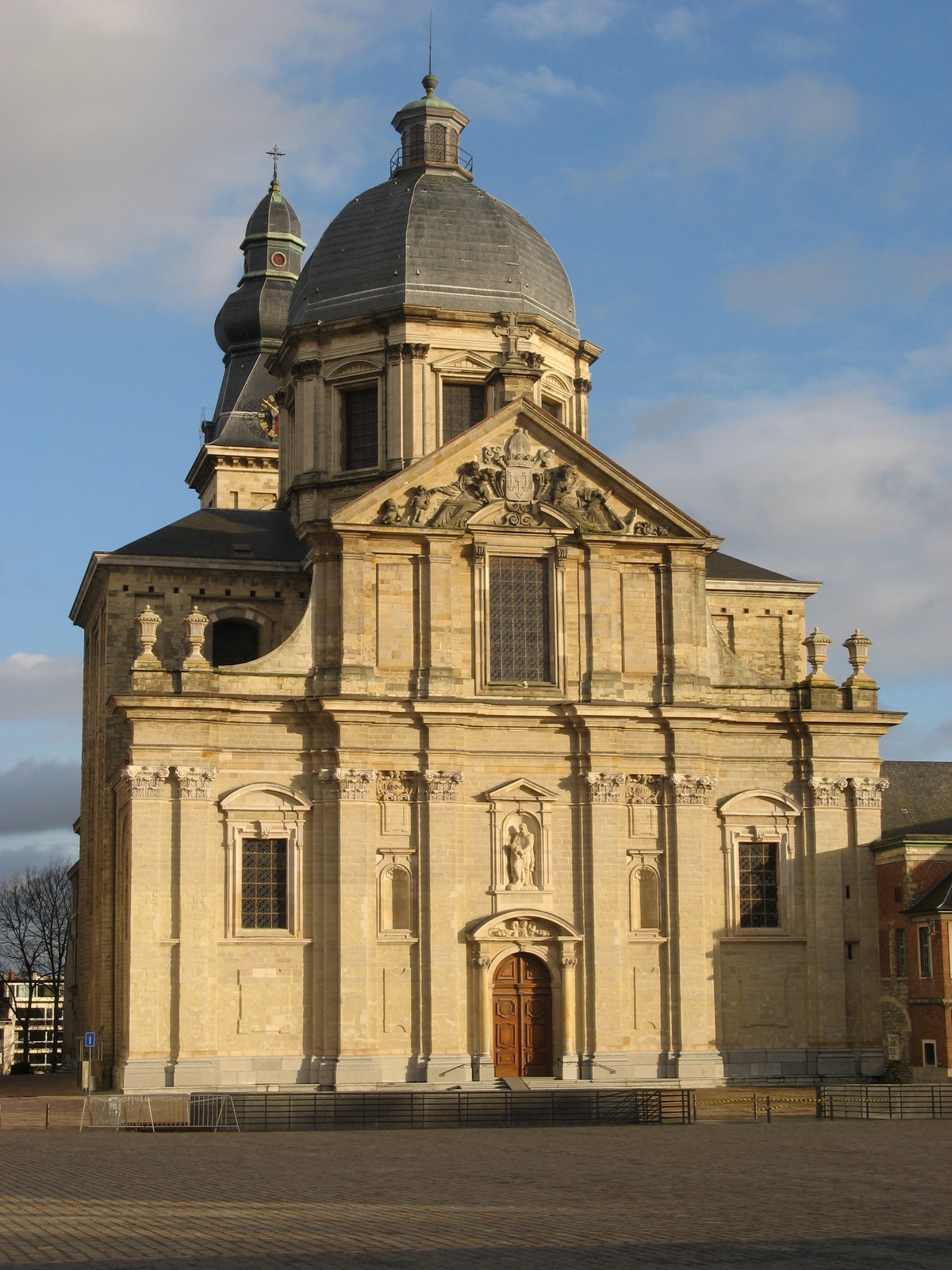
Our Lady of Saint Peter's Church

先是1789-90年的布拉班特革命，然后是1793年法国入侵，最后在1796年9月1日， 督政府废除了所有宗教机构。1798年，图书馆被清空， 送往根特大学.1798年，修道院教堂改为博物馆，1801年教堂恢复。1810年，修道院的其余部分成为根特市的财产，部分拆除，用于建造军营，一直存在到1948.。
1950年前后，该市启动修复方案，酒窖、花园、餐厅等工程陆续完成，该方案仍在进行中。

## 墓葬
- 陸徵祥院長